# Erdőbádony
Erdőbádony (1899-ig Badin, szlovákul: Badín) község Szlovákiában, a Besztercebányai kerületben, a Besztercebányai járásban.

## Fekvése
Besztercebányától 8 km-re délre, a Garam jobb partján fekszik.

## Története
Már 1156-ban is létezett, de csak 1232-ben „Badun” néven említik először. Kezdetben erdőóvók települése volt, lakói ma főként mezőgazdaságból élnek. 1580-1657 között a törököknek is adóztak. 1599-ben a törökök rajtaütöttek a falun és kifosztották.
A 18. század végén Vályi András így ír róla: „BADIN. Népes tót falu Zólyom Vármegyében, birtokos Ura Gróf Eszterházy Uraság, lakosai katolikusok, fekszik Ó Zólyomtól egy, és 1/4. mértföldnyire, kies helyen, határja termékeny, erdeje nagy, káposztás, és kender földgyeit Garam vize néha elönti; de mivel határja meszsze terjed, sík, és könnyen miveltetik, legelője tágas, szénája elég, fája tűzre, és épűletre, a’ Bányákban nevezetes keresettyek, ezen kivűl a’ községnek réttye öt kaszás, és földgye négy kila alá való van, első Osztálybéli.”
Fényes Elek 1851-ben kiadott geográfiai szótárában így ír a faluról: „Badin, tót falu, Zólyom vgyében, Beszterczei országut mellett: 134 kath., 809 evang. lak. Kath. és evang. templom. Földje jó, és kendert, káposztát sokat terem: Erdeje szép. F. u. a kamara. Ut. p. Beszterczebánya.”
A trianoni diktátumig területe Zólyom vármegye Besztercebányai járásához tartozott.

## Népessége
| Év:            | 1994. | 2004.   | 2014.    | 2024.    |
| -------------- | ----- | ------- | -------- | -------- |
| Emberek száma: | 1581  | 1694    | 1928     | 2152     |
| Eltérés:       |       | +7,14 % | +13,81 % | +11,61 % |

| Év:            | 2023. | 2024.   |
| -------------- | ----- | ------- |
| Emberek száma: | 2127  | 2152    |
| Eltérés:       |       | +1,17 % |

1910-ben 1420, túlnyomórészt szlovák anyanyelvű lakosa volt.
2001-ben 1683 lakosából 1620 szlovák volt.
2011-ben 1831 lakosából 1690 szlovák volt.

## Neves személyek
- Itt született Bahil János evangélikus lelkész, Bahil Mátyás apja.

## Nevezetességei
- Alexandriai Szent Katalin tiszteletére szentelt, római katolikus temploma 1397-ben épült gótikus stílusban, 1636-ban reneszánsz stílusban átépítették.
- Evangélikus temploma 1865-ben épült késő klasszicista stílusban.
- A Xavéri Szent Ferenc nevét viselő katolikus szeminárium 1991-ben épült, 2003-ban II. János Pál pápa is meglátogatta szlovákiai apostoli útján.